# Senostoma hirticauda
Senostoma hirticauda là một loài ruồi trong họ Tachinidae.